# Kujejatou Manneh
Kujejatou Manneh († 16. Dezember 2023) war eine gambische Diplomatin.

## Leben
Kujejatou Manneh wurde Anfang Januar 2018 als gambische Botschafterin in Kuba ernannt. Sie war die Nachfolgerin von Masaneh Kinteh. Kurzzeitig wurde Ousman Badjie als Nachfolger von Kinteh gehandelt, dessen Ernennung aber kurzfristig wieder aufgehoben wurde. Vor der Ernennung war die promovierte Kujejatou Manneh von 2007 bis Dezember 2013 als Executive Director bei der NGO ActionAid in The Gambia (AAITG) tätig. Im Sommer 2022 wurde sie von ihrem Botschaftsposten abgerufen; ihr Nachfolge in Kuba war Sheikh Tijan Hydara.